# Ken Domon
Ken Domon (土門 拳, Domon Ken, 25. října 1909, Sakata – 15. září 1990, Tokio) byl jedním z nejuznávanějších japonských fotografů 20. století. Je nejznámější jako fotoreportér, ačkoli se více věnoval fotografování buddhistických chrámů a soch.

## Životopis

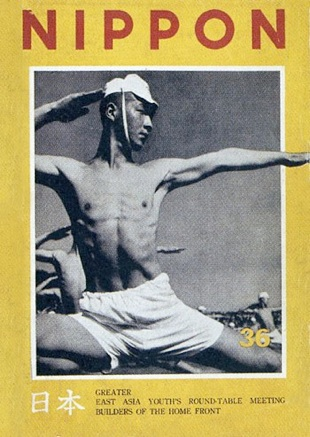
Fotografická agentura Nippon-Kobo vydávala propagandistický časopis Nippon

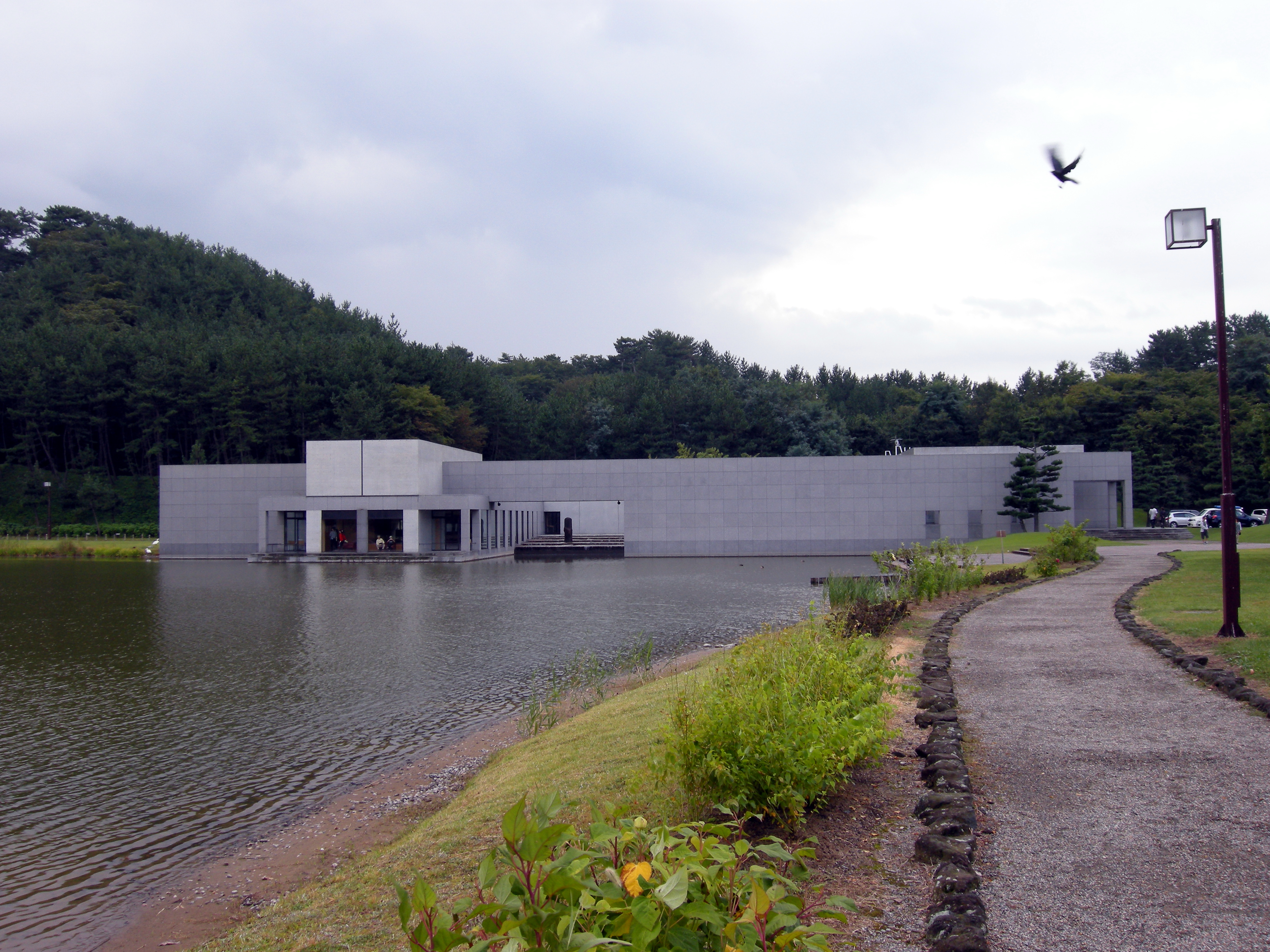
Muzeum fotografie Kena Domona

Domon se narodil ve městě Sakata v prefektuře Jamagata a jako mladý muž byl hluboce ovlivněn filozofickými spisy Tetsura Watsujiho. Vystudoval právo na Nihon University, ale byl vyloučen ze školy kvůli účasti v radikální politice. Přešel od malby k portrétní fotografii a v roce 1933 získal místo ve fotoateliéru Kotara Mijaučiho. V roce 1935 nastoupil do fotografické agentury Nippon-Kobo, aby pracoval na časopise Nippon. O čtyři roky později se přešel do Kokusai Bunka Shinkōkai, národní propagandistické organizace; jako Ihei Kimura a mnoho dalších významných japonských fotografů pomohl během válečnému úsilí.
S koncem války se Domon osamostatnil a dokumentoval následky války se zaměřením na společnost a životy obyčejných lidí. Stal se známým jako zastánce realismu ve fotografii, který popsal jako „absolutní snímek, který není absolutně dramatický“. Byl plodným přispěvatelem do fotografických časopisů, oživil nebo začal znovu počátkem padesátých let. S Kimurou, Hirošim Hamajou a dalšími odmítl pózování a další inscenované fotografie; ve svých polemikách ve fotografických časopisech byl Domon nejsilnějším představitelem tohoto pohledu. Slavně definoval svůj cíl jako „přímé spojení mezi fotoaparátem a motivem“.
Mezi nejsilnější Domonovy snímky patří ty, které pořídil v prvním desetiletí nebo po válce, a to zejména těch, kteří přežili atomové bombardování Hirošimy, záběry všedního života a zejména dětí v chudé uhelné komunitě v Čikuhó, Kjúšú) a improvizovaná hra dětí v Koto, Tokio.
V roce 1958 získal Domon od Japonské asociace fotografických kritiků cenu Mainichi Photography Award a cenu Fotograf roku. V roce 1959 mu byla udělena cena Ministerstva školství a cena Japonského novinářského kongresu v roce 1960 Domon utrpěl v letech 1960 a 1968 mrtvice které mu nakonec zabránily v držení fotoaparátu a upoutaly ho na invalidní vozík. To ho neodradilo od fotografování a dokumentování tradiční japonské kultury. Energicky cestoval po celé zemi a fotografoval její buddhistické chrámy v podobě impozantní série luxusně vyrobených knih. V roce 1963 začal pracovat na hlavním díle svého života Koji junrei (1963–1975). Pokud jde o jeho fotografie japonské tradiční kultury, Domon napsal: „Jsem zapojen do sociální reality dneška, zároveň se zabývám tradicemi a klasickou kulturou Nary a Kjóta, a tato jsou spojena jejich společnými hledáním bodu, ve kterém vše souvisí s osudem lidí, hněvem, smutkem a radostmi japonského lidu.“
Domonova metoda fotografování těchto chrámů spočívala v tom, že než pořídil první fotografii, zůstal nějaký čas na místě. Poté začal fotografovat nikoli na základě systematického vědeckého přístupu k tématu, ale podle toho, jak se proměňovaly jeho city k subjektu. Domon uvedl první svazek Koji Junrei slovy: „Toto je zamýšleno jako milovaná kniha, kniha, která umožňuje jednotlivým Japoncům znovu potvrdit kulturu, lidi, kteří je formovali.“
V roce 1976 byl Domon zcela zneschopněn třetí mrtvicí a zemřel 15. září 1990 v Tokiu. V roce 1981 založily noviny Mainiči každoroční cenu Kena Domona na oslavu 110. narozenin Mainiči Šimbun; o dva roky později bylo ve městě Sakata otevřeno první muzeum věnované fotografii v Japonsku Muzeum fotografie Kena Domona. U příležitosti, kdy se v roce 1974 stal prvním čestným občanem Sakaty, daroval Domon městu celou svou sbírku děl. To vedlo k rozhodnutí vybudovat na jeho počest muzeum, které má asi 70 000 výtisků Domonových děl. Má také díla vítězů Ceny Kena Domona a ceny Kulturní cena Kena Domona), kterou město uděluje na Domonovu počest. Budovu muzea navrhl známý architekt Jošio Taniguči a v roce 1984 získala stavba 9. cenu Isoja Jošida.

## Knihy Kena Domona
- Nihon no chōkoku (日本の彫刻). Tokyo: Bijutsushuppansha, 1952.
  - 2. Asuka jidai (飛鳥時代).
  - 5. Heian jidai (平安時代).
- Fūbō (風貌). Tokyo: Ars, 1953.
- Murōji (室生寺). Tokyo: Bijutsushuppansha, 1955.
- The Muro-ji, an eighth century Japanese temple: Its art and history. Tokyo: Bijutsu Shuppansha, c. 1954. Text: Roy Andrew Miller.
- With 渡辺勉. Gendai geijutsu kōza (現代芸術講座 写真). 1956.
- Murōji (室生寺). Tokyo: Bijutsushuppansha, 1957.
- Domon Ken sakuhinshū (土門拳作品集). Gendai Nihon shashin zenshū 2. 創元社, 1958.
- Hirošima (ヒロシマ) / Hiroshima. 研光社, 1958.
- Chūsonji (中尊寺). Nihon no Tera 4. Tokyo: Bijutsushuppansha, 1959.
- Saihōji, Ryūanji (西芳寺・竜安寺). Nihon no tera 10. Tokyo: Bijutsushuppansha, 1959.
- Chikuhō no kodomotachi: Ken Domon shashinshū (筑豊のこどもたち：土門拳写真集). Patoria Shoten, 1960. 築地書館, 1977.
- Chikuhō no kodomotachi: Ken Domon shashinshū. Zoku: Rumie-chan ha otōsan ga shinda (筑豊のこどもたち：土門拳写真集 続　るみえちゃんはお父さんが死んだ). Patoria Shoten, 1960.
- Hōryūji (法隆寺). Nihon no Tera 6. Tokyo: Bijutsushuppansha, 1961.
- Murōji (室生寺). Nihon no Tera 13. Tokyo: Bijutsushuppansha, 1961.
- Kyōto (京都). Nihon no Tera. Tokyo: Bijutsushuppansha, 1961.
- Nara (奈良). Nihon no Tera. Tokyo: Bijutsushuppansha, 1961.
- (anglicky) Masterpieces of Japanese sculpture Tokyo: Bijutsuhuppansha; Rutland, Vt.: Tuttle, 1961. Text: J. E. Kidder.
- Kasuga (春日). Nihon no Yashiro 4. Tokyo: Bijutsushuppansha, 1962.
- Koji junrei (古寺巡礼). 5 vols. Tokyo: Bijutsushuppansha, 1963–75. International edition (with English texts added to the Japanese): A Pilgrimage to Ancient Temples. Tokyo: Bijutsushuppansha, 1980.
- Tōji: Daishinomitera (東寺: 大師のみてら). Tokyo: Bijutsushuppansha, 1965.
- Shigaraki Ōtsubo (信楽大壷). Tokyo: Chūnichi Shinbun Shuppankyoku, 1965.
- Sōfū; his boundless world of flowers and form. Tokyo: Kodansha International, 1966. Text: Teshigahara Sōfu.
- Nihonjin no genzō (日本人の原像). Tokyo: Heibonsha, 1966.
- Yakushiji (薬師寺). Tokyo: Mainichi Shinbunsha, 1971.
- Bunraku (文楽). Kyoto: Shinshindō, 1972.
- Tōdaiji (東大寺). Tokyo: Heibonsha, 1973.
- (japonsky) Nihon meishōden (日本名匠伝). Kyoto: Shinshindō, 1974. Portraits of the famous, mostly in color.
- Koyō henreki (古窯遍歴). Tokyo: Yarai Shoin, 1974.
- Shinu koto to ikiru koto (死ぬことと生きること). 築地書館, 1974.
- (japonsky) Watakushi no bigaku (私の美学, My aesthetics). Kyoto: Shinshindō, 1975. Domon photographs Japanese arts and architecture (in both black and white and color), and writes commentary on these.
- Nihon no bi (日本の美). Nishinomiya: Itō Hamu Eiyō Shokuhin, 1978.
- Shashin hihyō (写真批評). Daviddosha, 1978.
- Nyoninkōya Murōji (女人高野室生寺). Tokyo: Bijutsushuppansha, 1978.
- (japonsky) Fūkei (風景). Tokyo: Yarai Shoin, 1976. Popular edition, Tokyo: Yarai Shoin, 1978.
- Gendai chōkoku: Chōkoku no Mori Bijutsukan korekushon (現代彫刻: 彫刻の森美術館コレクション) / Sculptures modernes: Collection de The  Hakone Open-air Museum. Tokyo: Sankei Shinbunsha, 1979. With some French as well as Japanese text.
- Shashin zuihitsu (写真随筆). Tokyo: Daviddosha, 1979.
- Domon Ken Nihon no Chōkoku(土門拳日本の彫刻). Tokyo: Bijutsushuppansha.
  - 1. Asuka, Nara (飛鳥・奈良). 1979.
  - 2. Heian zenki (平安前期). 1980.
  - 3. Heian kōki, Kamakura (平安後期・鎌倉). 1980.
- Domon Ken: Sono shūi no shōgen (土門拳：その周囲の証言). Tokyo: Asahi Sonorama, 1980.
- Nihon no bien (日本の美艶). Gendai Nihon Shashin Zenshū 7. Tokyo: Shūeisha, 1980.
- Domon Ken Nihon no kotōji: Tanba, Imari, Karatsu, Eshino, Oribe, Tokoname, Atsumi, Shigaraki, Kutani, Bizen (土門拳日本の古陶磁：丹波・伊万里・唐津・絵志野・織部・常滑・渥美・信楽・九谷・備前). Tokyo: Bijutsushuppansha, 1981.
- (japonsky) Domon Ken (土門拳). Shōwa Shashin Zenshigoto 5. Tokyo: Asahi Shuppansha, 1982. A survey of Domon's work.
- Domon Ken zenshū (土門拳全集). Tokyo: Shōgakukan.
  - 1. Koji junrei 1 Yamato-hen jō (古寺巡礼 1 大和篇 上). 1983. ISBN 4-09-559001-7.
  - 2. Koji junrei 2 Yamato-hen ge (古寺巡礼 2 大和篇 下). 1984. ISBN 4-09-559002-5.
  - 3. Koji junrei 3 Kyōto-hen (京都篇). ISBN 4-09-559003-3.
  - 4. Koji junrei 4 Zenkoku-hen (古寺巡礼 4 全国篇). 1984. ISBN 4-09-559004-1.
  - 5. Nyonin Kōya Muroji (女人高野室生寺). 1984. ISBN 4-09-559005-X.
  - 6. Bunraku (文楽). 1985. ISBN 4-09-559006-8.
  - 7. Dentō no katachi (伝統のかたち). 1984. ISBN 4-09-559007-6.
  - 8. Nihon no fūkei (日本の風景). 1984. ISBN 4-09-559008-4.
  - 9. Fūbō (風貌). 1984. ISBN 4-09-559009-2.
  - 10. Hirošima (ヒロシマ). 1985. ISBN 4-09-559010-6.
  - 11. Chikuhō no kodomotachi (筑豊のこどもたち). 1985. ISBN 4-09-559011-4.
  - 12. Kessakusen jō (傑作選 上). 1985. ISBN 4-09-559012-2.
  - 13. Kessakusen ge (傑作選 下). 1985. ISBN 4-09-559013-0.
- Domon Ken no koji junrei (土門拳の古寺巡礼). Tokyo: Shōgakukan, 1989–90.
  - 1. Yamato 1 (大和1). 1989. ISBN 4-09-559101-3.
  - 2. Yamato 2 (大和2). 1990. ISBN 4-09-559102-1.
  - 3. Kyōto 1. (京都1). 1989. ISBN 4-09-559103-X.
  - 4. Kyōto 2. (京都2). 1990. ISBN 4-09-559104-8.
  - 5. Murōji (室生寺). 1990. ISBN 4-09-559105-6.
  - Bessatsu 1. Higashi Nihon (東日本). 1990. ISBN 4-09-559106-4.
  - Bessatsu 2. Nishi Nihon (西日本). 1990. ISBN 4-09-559107-2.
- Domon Ken Nihon no butsuzō (土門拳日本の仏像). Tokyo: Shōgakukan, 1992. ISBN 4-09-699421-9.
- Murōji (室生寺). Nihon Meikenchiku Shashinsenshū 1. Tokyo: Shinchōsha, 1992. ISBN 4-10-602620-1.
- Domon Ken no Shōwa (土門拳の昭和). Tokyo: Shōgakukan, 1995.
  - 1. Fūbō (風貌). ISBN 4-09-559201-X.
  - 2. Kodomotachi (こどもたち). ISBN 4-09-559202-8.
  - 3. Nihon no fūkei (日本の風景). ISBN 4-09-559203-6.
  - 4. Dokyumento Nihon 1935–1967 (ドキュメント日本 1935–1967). ISBN 4-09-559204-4.
  - 5. Nihon no butsuzō (日本の仏像). ISBN 4-09-559205-2.
- Koji junrei (古寺巡礼). Tokyo: Mainichi Shinbunsha, 1995.
- Domon Ken Koji Junrei (土門拳古寺巡礼). Tokyo: Bijutsu Shuppansha, 1996. ISBN 4-568-12056-X.
- Shashin to jinsei: Domon Ken esseishū (写真と人生：土門拳エッセイ集). Dōjidai Raiburarī. Tokyo: Iwanami, 1997.
- (japonsky) Domon Ken (土門拳). Nihon no Shashinka. Tokyo: Iwanami, 1998. ISBN 4-00-008356-2.
- Koji junrei (古寺巡礼). Tokyo: Shōgakukan, 1998. ISBN 4-09-681151-3.
- 風貌 愛蔵版 Tokyo: Shōgakukan, 1999. ISBN 4-09-681152-1.
- Domon Ken kottō no bigaku (土門拳骨董の美学). Korona Bukkusu 69. Tokyo: Heibonsha, 1999. ISBN 4-582-63366-8.
- Domon Ken no tsutaetakatta Nihon (土門拳の伝えたかった日本) Tokyo: Mainichi Shuppansha, 2000. ISBN 4-620-60559-X.
- Domon Ken Nihon no chōkoku (土門拳日本の彫刻 Tokyo: Mainichi Shinbunsha, c2000. Výstavní katalog.
- Kengan (拳眼). Tokyo: Sekai Bunkasha, 2001. ISBN 4-418-01521-3.
- Kenshin (拳心). Tokyo: Sekai Bunkasha, 2001. ISBN 4-418-01522-1.
- Kenkon (拳魂). Tokyo: Sekai Bunkasha, 2002. ISBN 4-418-02509-X.
- 逆白波のひと・土門拳の生涯 / 佐高信∥ Āto Serekushon. Tokyo: Shōgakukan, 2003.
- Domon Ken tsuyoku utsukushii mono: Nihon bitanbō (土門拳強く美しいもの：日本美探訪) Shōgakukan Bunko. Tokyo: Shōgakukan, 2003. ISBN 4-09-411426-2.

## Knihy sdíly Domona
- Association to Establish the Japan Peace Museum, ed. Ginza to sensō (銀座と戦争) / Ginza and the War. Tokyo: Atelier for Peace, 1986. ISBN 4-938365-04-9. Domon je jedním z deseti fotografů — další jsou: Šigeo Hajaši, Tadahiko Hajaši, Kójó Išikawa, Kójó Kagejama, Šunkiči Kikuči, Ihei Kimura, Kódži Morooka, Minoru Óki a Maki Sekiguči — autoři poskytují 340 fotografií v bohatě ilustrované fotografické historii města Ginza od roku 1937 do roku 1947. Titulky a text japonsky a anglicky.
- (Joint work) Bunshi no shōzō hyakujūnin (文士の肖像一一〇人, Portraits of 110 literati). Tokyo: Asahi Shinbunsha, 1990. ISBN 4-02-258466-1. Domon is one of five photographers — the others are Šótaró Akijama, Hiroši Hamaja, Ihei Kimura a Tadahiko Hajaši.
- Kaku: Hangenki (核：半減期) / The Half Life of Awareness: Photographs of Hiroshima and Nagasaki. Tokyo: Tokijské muzeum fotografie, 1995.  Výstavní katalog; titulky a text japonsky a anglicky. Obsahuje 12 stran fotografií, které pořídil Domon r. 1957 a 1967 v Hirošimě (další autoři: Tošio Fukada, Kikudžiró Fukušima, Šigeo Hajaši, Kendži Išiguro, Šunkiči Kikuči, Micugi Kišida, Eiiči Macumoto, Jošito Macušige, Šómei Tómacu, Hiromi Cučida a Jósuke Jamahata). Text a titulky japonsky a anglicky.
- (japonsky) Mišima Jasuši (三島靖). Kimura Ihee to Domon Ken: Šašin to sono šógai (木村伊兵衛と土門拳：写真とその生涯, Ihei Kimura and Ken Domon: Photography and biography). Tokyo: Heibonsha, 1995. ISBN 4-582-23107-1. Reprint. Heibonsha Library. Tokyo: Heibonsha, 2004. ISBN 4-582-76488-6.
- Dokyumentarī no jidai: Jónosuke Natori, Kimura Ihee, Domon Ken, Miki Jun no shashin kara (ドキュメンタリーの時代：名取洋之助・木村伊兵衛・土門 拳・三木淳の写真から) / The Documentary Age: Photographs by Jónosuke Natori, Kimura Ihei, Domon Ken, a Džun Miki. Tokio: Tokijské muzeum fotografie, 2001. Výstavní katalog. Titulky japonsky a anglicky, další text pouze japonsky.
- Hiraki, Osamu a Keiiči Takeuči. Japan, a Self-Portrait: Photographs 1945–1964. Paris: Flammarion, 2004. ISBN 2-08-030463-1. Domon je jedním jedenácti fotografů, kteří se podíleli na této velké knize (další autoři: Hiroši Hamaja, Tadahiko Hajaši, Eikó Hosoe, Jasuhiro Išimoto, Kikuji Kawada, Ihei Kimura, Šigeiči Nagano, Ikkó Narahara, Takejoši Tanuma a Šómei Tómacu).
- Kindai šašin no umi no oja: Kimura Ihee to Domon Ken (近代写真の生みの親：木村伊兵衛と土門拳) / Kimura Ihei a Domon Ken. Tokio: Asahi Šinbunša a Mainiči Šinbunša, 2004. Výstavní katalog.
- (japonsky) Sengo šašin / Saisei to tenkai (戦後写真・再生と展開) / Twelve Photographers in Japan, 1945–55. Yamaguči: Jamaguči Prefectural Museum of Art, 1990.  Despite the alternative title in anglicky, almost exclusively in japonsky (although each of the twelve has a potted chronology in anglicky). Výstavní katalog v režii Jamaguči Prefectural Museum of Art. Twenty of Domon's photographs of children in Tokyo appear, s. 18–28.
- Szarkowski, John a Šódži Jamagiši. New Japanese Photography. New York: Museum of Modern Art, 1974. ISBN 0-87070-503-2 (pevná vazba), ISBN 0-87070-503-2 (měkká vazba).

## Knihy o Domonovi
- Satake Makoto (佐 高 信). Sakashiranami no hito: Domon Ken no shōgai (逆 白 波 の ひ と ・ 土 門 拳 の 生涯). Tokio: Shōgakukan, 2003.ISBN 4-09-607015-7

## Galerie

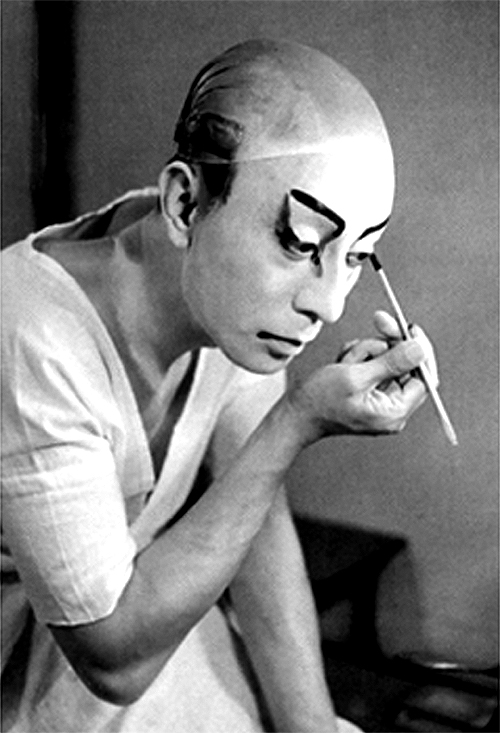
Ebizō Ichikawa IX, 1951
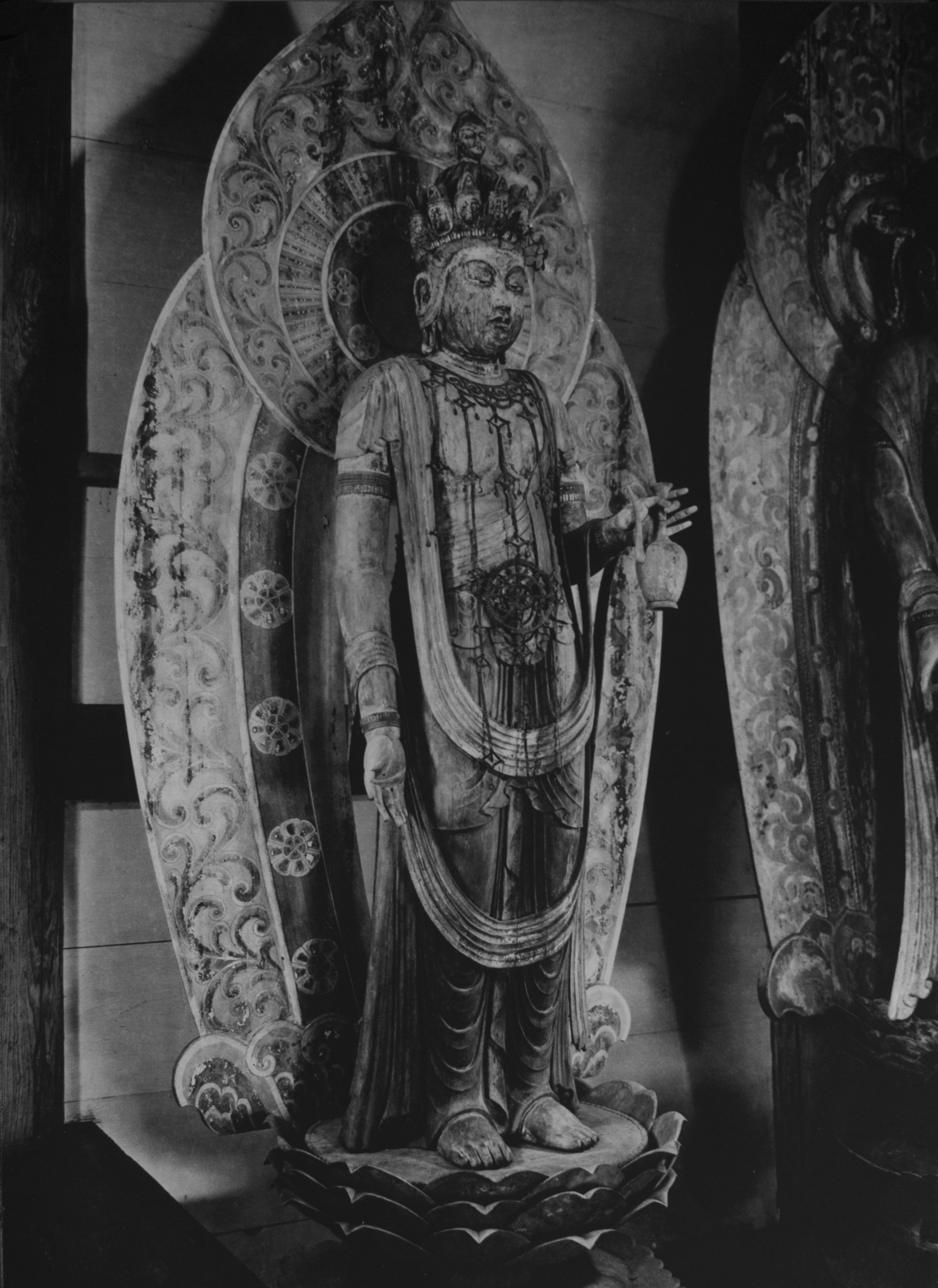
Juichimen Kannon Muroji
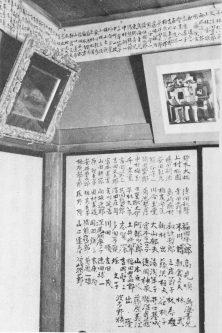
Domov Kena Domona, 2. patro, 1950
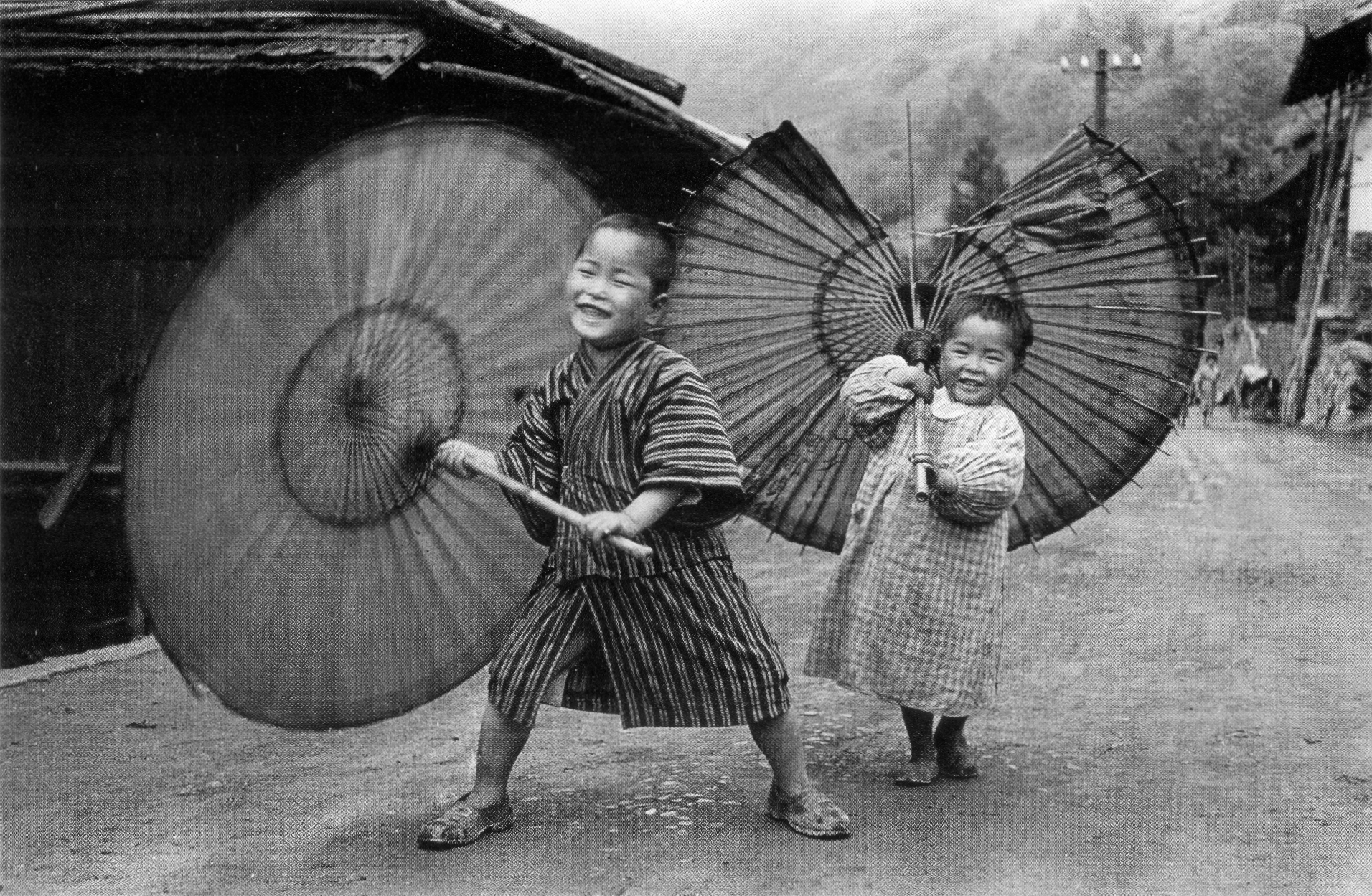
Děti Ogouchimury, asi 1935
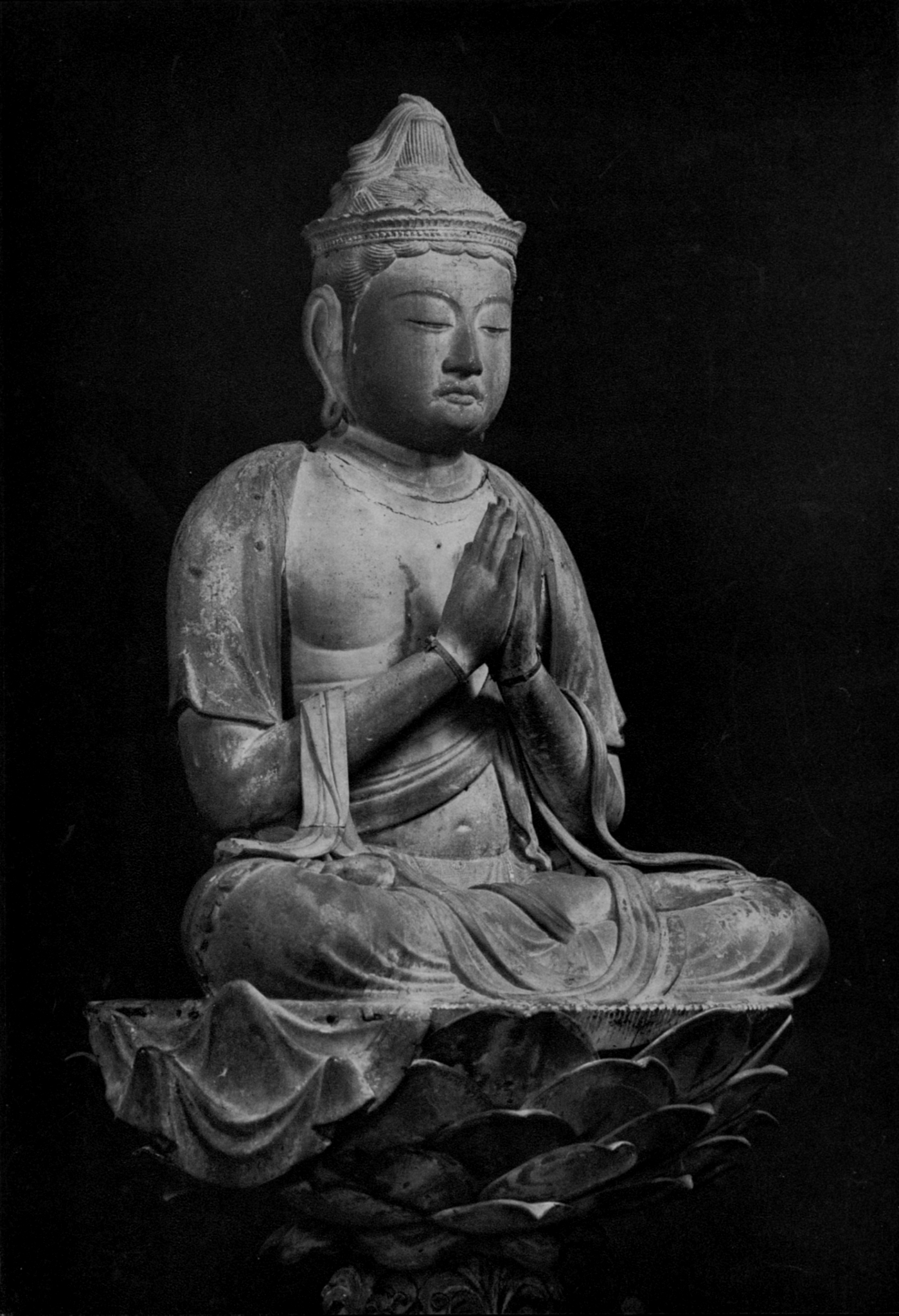
Samantabhadra Fugen Bosatsu Okura
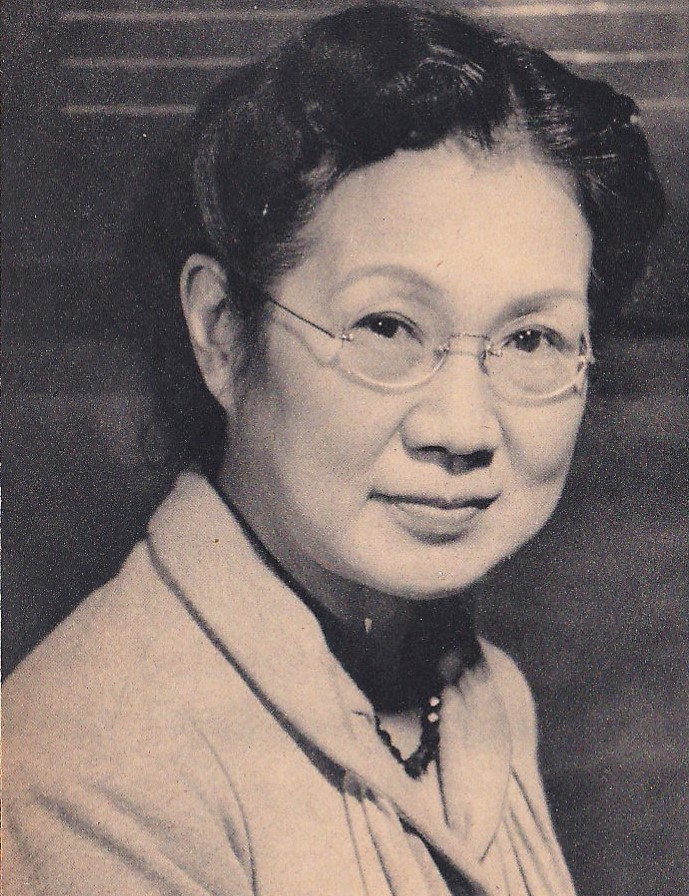
Seki Akiko, 1956
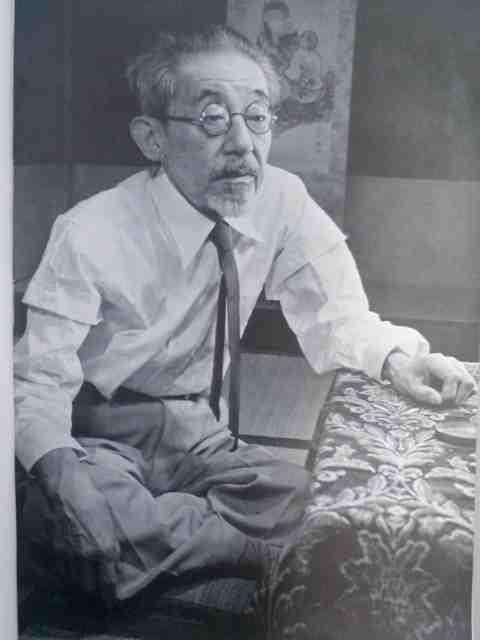
Teiji Takagi
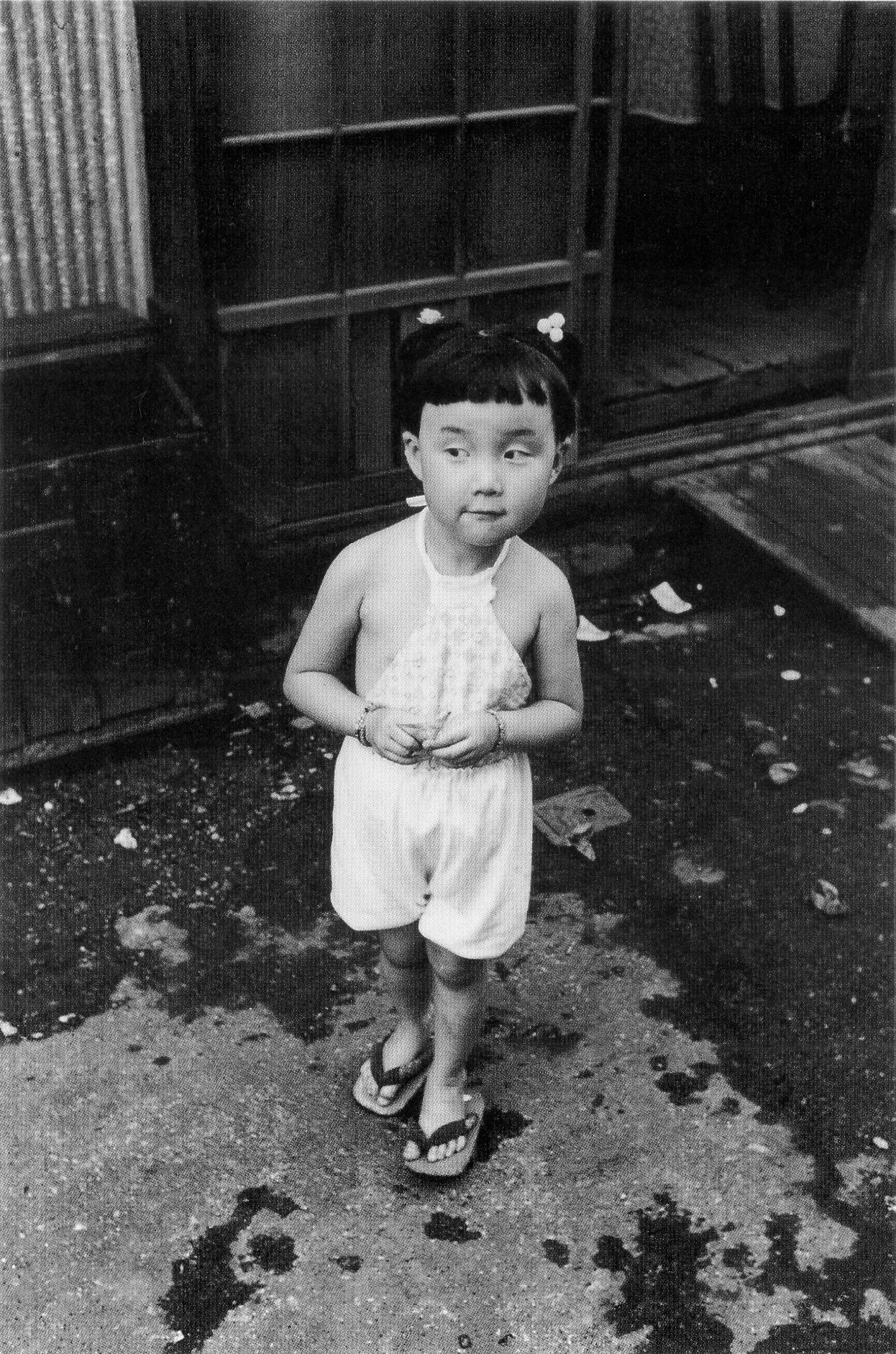
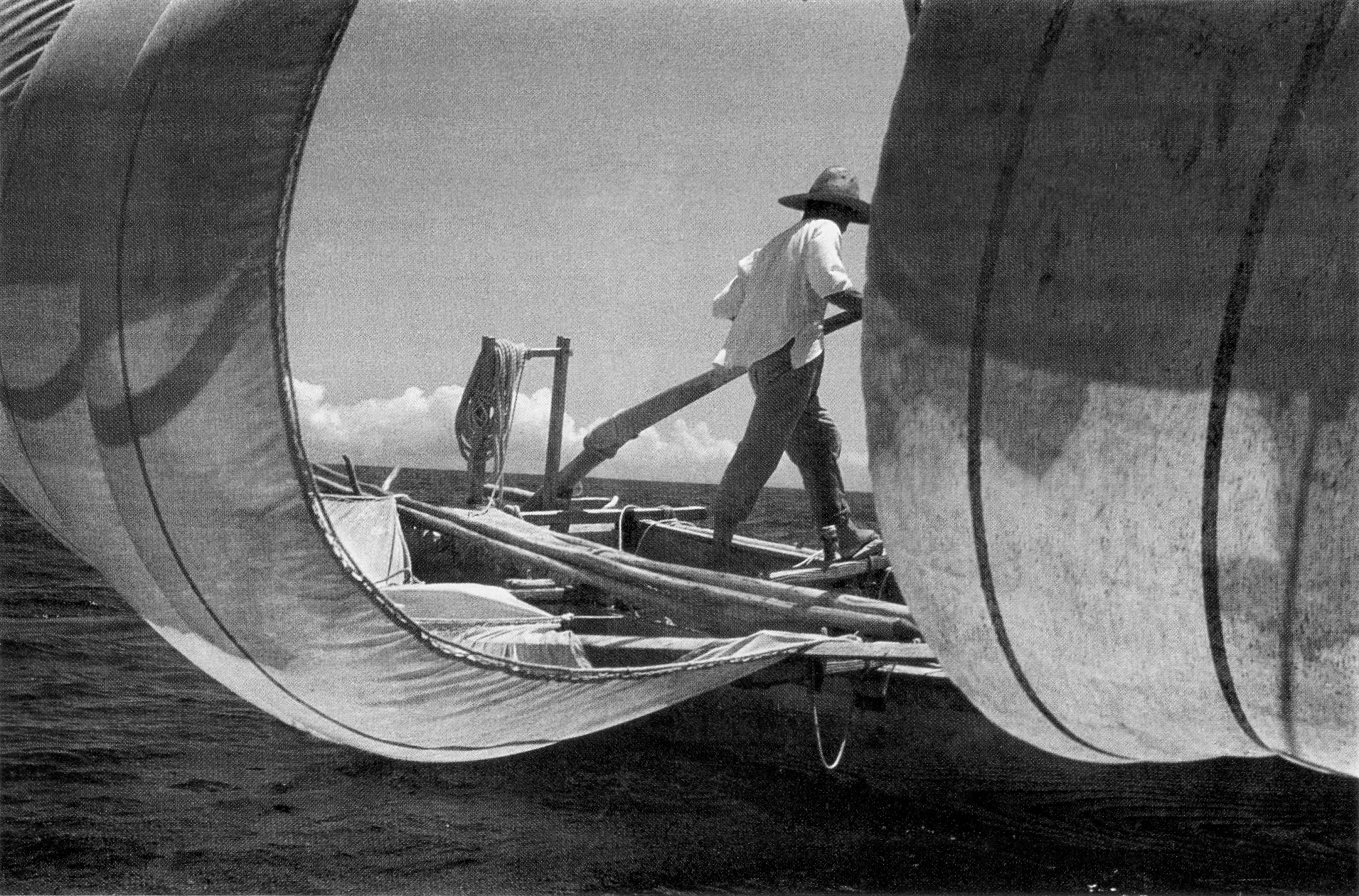
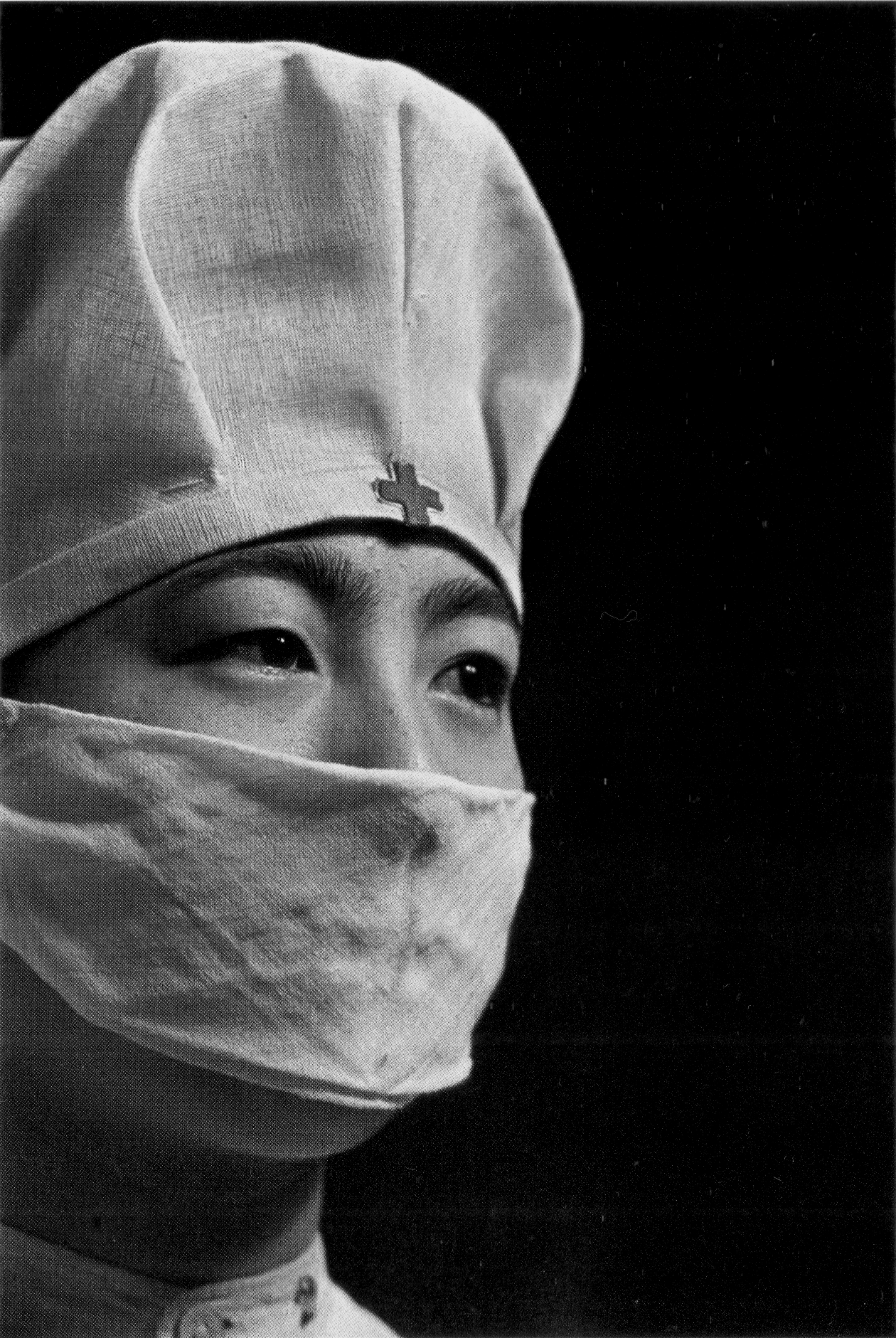
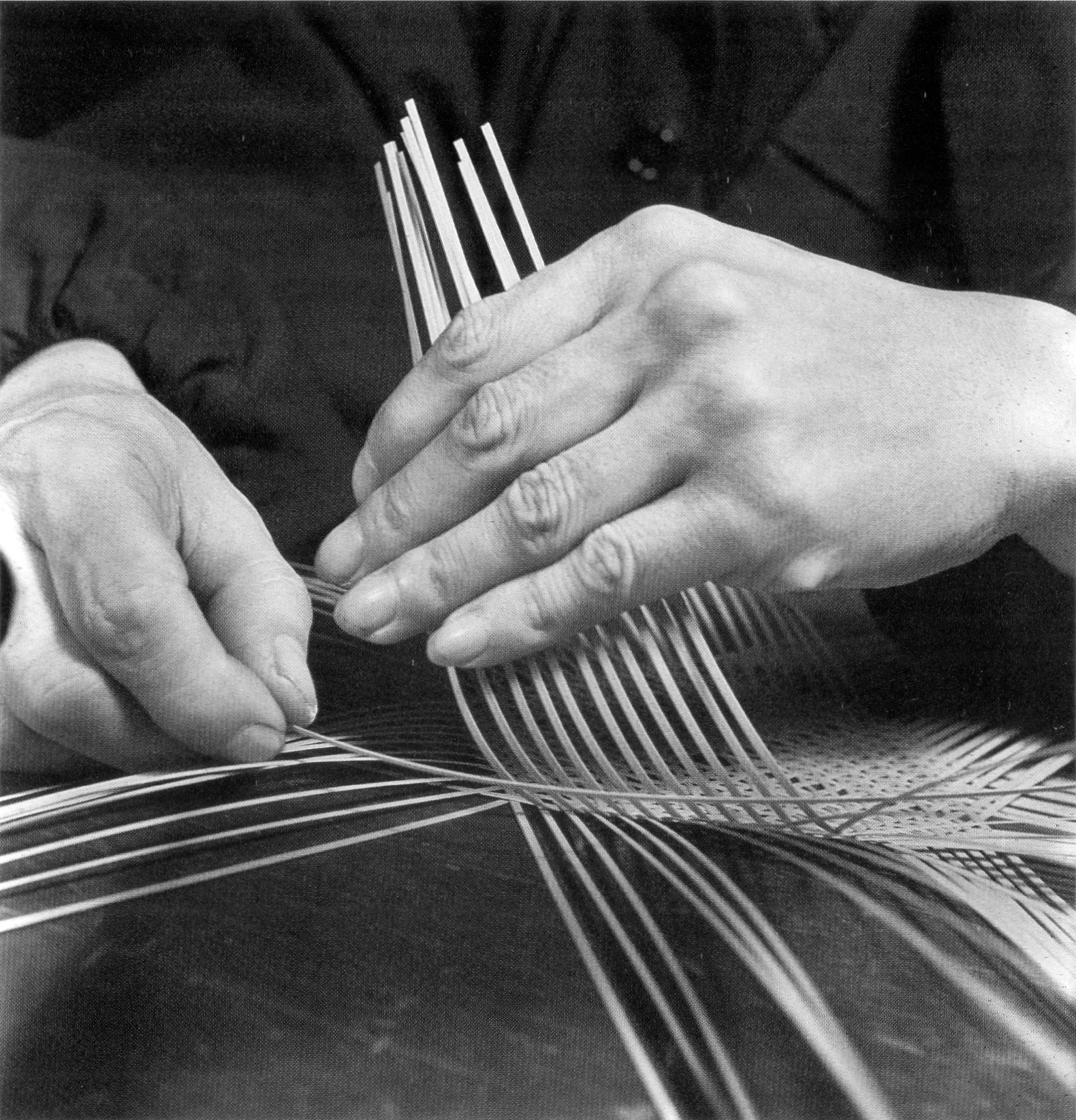
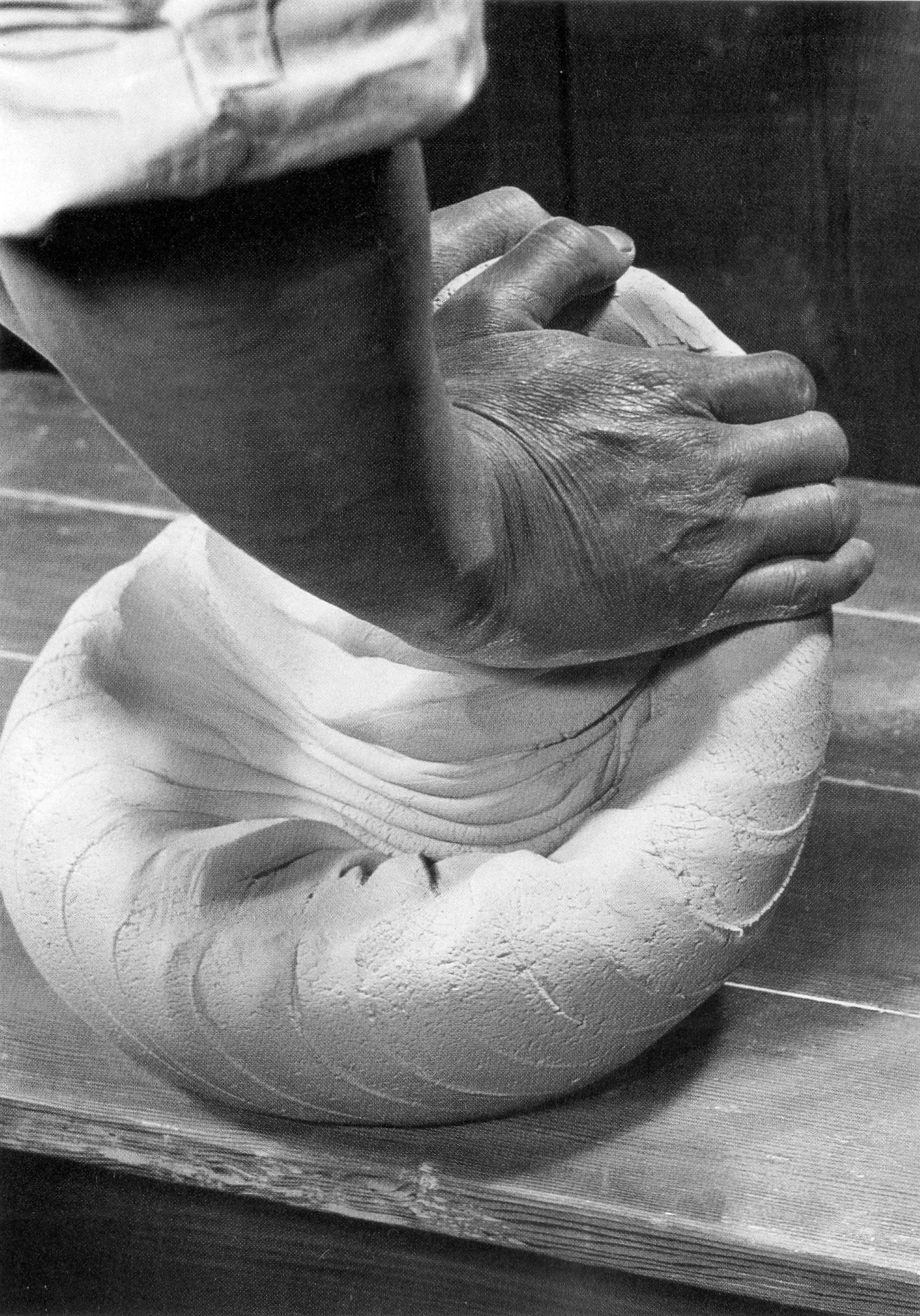